# 288 Dywizja Strzelecka (ZSRR)
288 Dywizja Strzelecka (ros. 288-я стрелковая дивизия) – związek taktyczny (dywizja) Armii Czerwonej.
Sformowana w 1941 w związku z niemieckim atakiem na ZSRR. Broniła Leningradu. Wyzwoliła Psków, Porchow i Tartu. W maju 1945 przyjęła kapitulację niemieckich wojsk na Łotwie.